# Verona (miejscowość w Wisconsin)
Verona – miasto w Stanach Zjednoczonych, w stanie Wisconsin, w hrabstwie Dane.